# Companhia Cervejaria Brahma
Compañía Cervecería Brahma (en portugués: Companhia Cervejaria Brahma) fue un grupo empresarial brasilero que originalmente produjo cerveza y más tarde amplió su participación en el campo de las bebidas. Durante años, disputó el liderazgo del mercado de la cerveza con la Companhia Antarctica Paulista, hasta que finalmente las empresas se fusionaron, creando la AmBev.

## Historia
Brahma fue fundada en 1888 como Manufatura de Cerveja Brahma Villiger & Cia. por el suizo José Villiger en Río de Janeiro. Posteriormente en 1894 es adquirida por George Maschke & Cia. y fusionada en 1904 con la cervecería Teutonia de la empresa Press Haüseller & Cia. rebautizándola como Companhia Cervejaria Brahma S/A.
En 1914 se realiza el lanzamiento regional de Malzbier Brahma, una cerveza estilo Malzbier lanzada oficialmente en 1918, bajo el lema "saborosa e nutriente, recomendada especialmente às senhoras que amamentam". en español: sabrosa y nutritiva, especialmente indicado para mujeres que amamantan". Posteriormente la compañía empezó a expandirse internacionalmente.
Brahma adquiere la licencia para distribuir la marca Germania, la cual se conocería posteriormente como Guanabara, en 1934 introduce Brahma Chopp convirtiéndola en un éxito en Brasil.
- 1943 - Es el lanzamiento de Brahma extra, una cerveza lager, fuerte y con cuerpo. El lema de la época era "Extra no sabor, extra na qualidade, extra nos ingredientes, Cerveja Brahma Extra, em garrafas ou garrafas" en español: "más sabor, calidad extra, ingredientes adicionales en la Cerveza Brahma Extra, en frascos o botellas".
- 1989 - Es el lanzamiento de Brahma Extra en latas de aluminio.
- 1993 - En este año apareció Brahma Extra en cuello largo con tapa de rosca, lo que descarta el uso de abridores.
- 1995 - Se puso en marcha Brahma Bock un tipo de cerveza bock. Su consumo fue preparado sólo durante el invierno.
- 1996 - Es el lanzamiento de la cerveza Malzbier en cuello largo.
- 1998 - Lanzamiento de la cerveza Brahma Extra en cuello largo de 355 ml.
- 1999 - Es el lanzamiento, por la llegada del nuevo milenio, de Brahma Chopp en empaquetado conmemorativo que se parece a las botellas de champán.

## Organización
Se realiza la apertura de la Estación Experimental de cebada en 1968 en Río Grande del Sur, con el objetivo de poner a prueba nuevas variedades de cebada, y también para estudiar las adaptaciones a las condiciones climáticas de la región.
Brahma se asocia a en 1973 con el Grupo Fratelli Vita logrando introducir al portafolio de Brahma las bebidas sin alcohol, Sukita, Guaraná Fratelli y Gaseosa Limao.
Adquiere en 1980 el control de la Cerveceria Skol Caracu y el licenciamiento para producir la Cerveza Skol, asegurando su posición en el mercado.
En 1984 se realiza un convenio con Pepsi para producir, vender y distribuir sus productos en Río de Janeiro y Río Grande del Sur, posteriormente el Grupo Garantía toma el control de Brahma.
En 1994 adquiere la Compañía Anónima Cervecera Nacional de Venezuela y en mismo año inaugura su primer planta fuera de Brasil, en Luján, provincia de Buenos Aires, Argentina.
En 1995 Miller y Brahma se unen para crear Miller do Brasil Ltda. para distribuir los productos de Miller en Brasil. A finales de 1996, Brahma anunció un acuerdo con Carlsberg de Dinamarca, lo que Brahma para producir cerveza Carlsberg en Brasil, dando la propiedad de la marca Skol a Brahma para su elaboración y distribución en toda América Latina.
El 4 de junio de 1997 Brahma anuncia su ingreso a la Bolsa de Valores de Nueva York bajo los símbolos accionarios BRH y BRHC.
Después de un acercamiento de Brahma por Marcel Herrmann Telles hacia Victorio Carlos de Marchi de la empresa Antarctica para negociar la fusión de ambas empresas y lograr de esta manera convertirla en una empresa multinacional, logrando concretar el proyecto en AmBev en 1999.

## Productos
- Brahma - Cerveza pale lager de 4.3% ABV con una distribución global lanzada en 2004.
- Brahma Chopp - Cerveza pale lager de 5% ABV. Marca principal de Brahma en Brasil.
- Brahma Extra
- Brahma Malzbier una malzbier 5% ABV.
- Brahma Black
- Brahma Fresh
- Brahma Light
- Brahma Ice (de venta solamente en Venezuela y República Dominicana).
- Extra Light Brahma (Venezuela)
- Brahma Morena
- Brahma Bock
- Brahma Bier - Edición especial en Brasil para la copa mundial FIFA World
- Brahma Porter
- Brahma Stout
- Brahva - Cerveza pale lager de 4.8% ABV distribución en Guatemala y Centroamérica.
- Brahva Beats
- Brahva Gold
- Extra de Brahva
- Brahma Malta - Bebida carbonatada No-Alcohólica distribuida en Venezuela
- Brahma choco - Chocolate 100% de cacao. Se vende en la mayoría de los supermercados en el valle de Latrobe.

## Galería

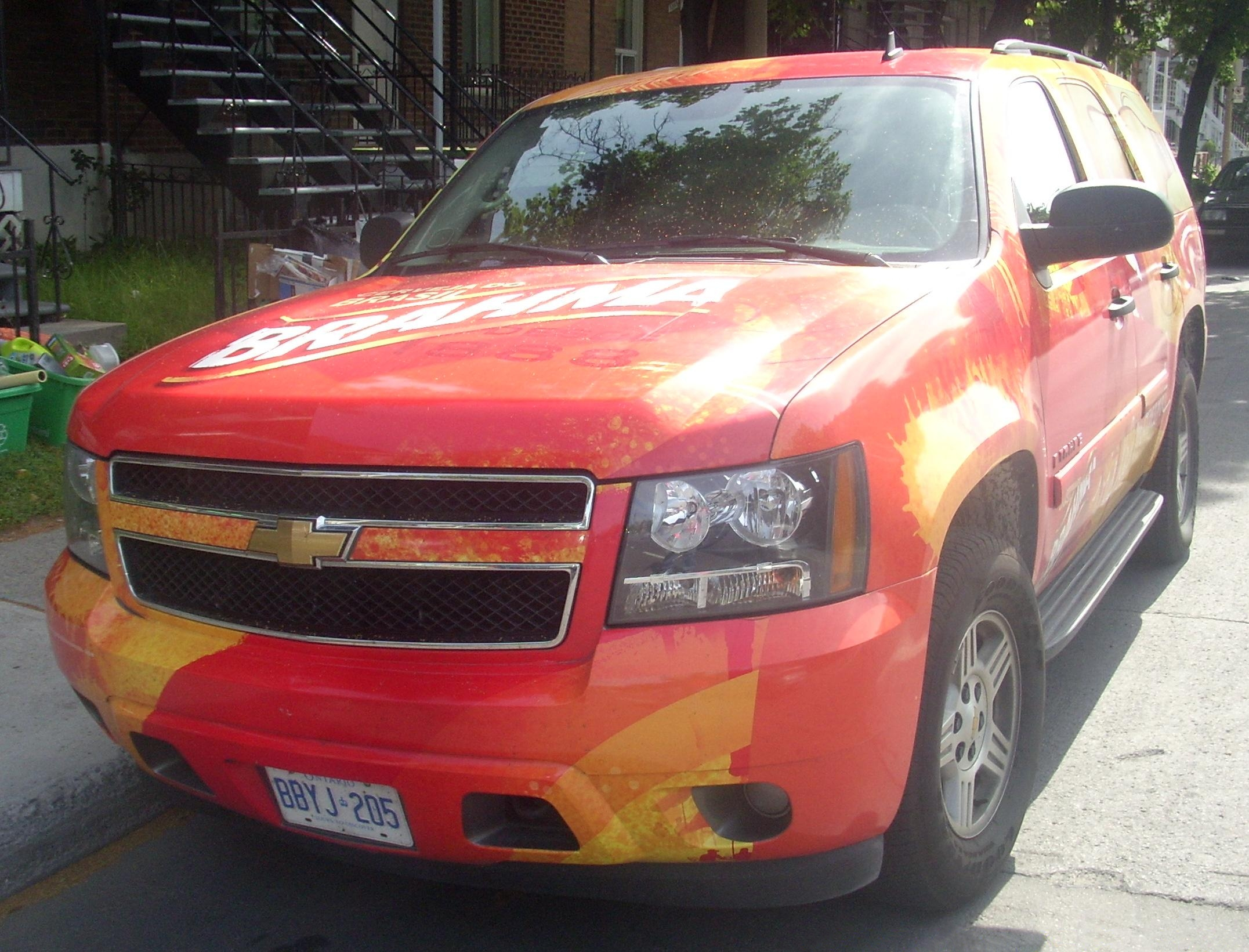
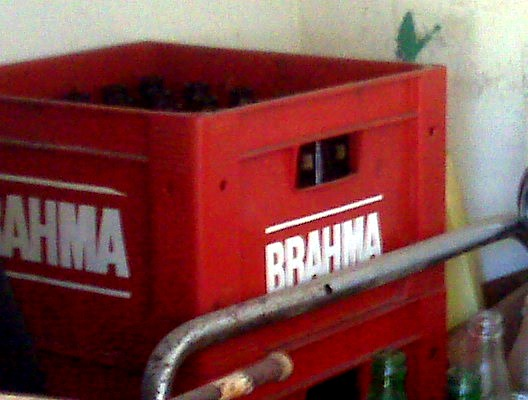
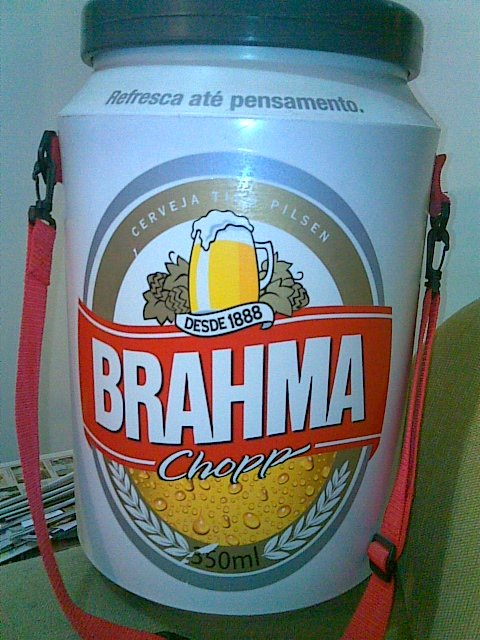